# Jean-Marie Songeon
Pour les articles homonymes, voir Songeon.
 (mai 2024).
Si vous disposez d'ouvrages ou d'articles de référence ou si vous connaissez des sites web de qualité traitant du thème abordé ici, merci de compléter l'article en donnant les références utiles à sa vérifiabilité et en les liant à la section « Notes et références ».
Jean-Marie Songeon, né le 3 avril 1771 à Annecy (royaume de Sardaigne), mort le 14 septembre 1834 à Maulette (Yvelines), est un général sarde de la Révolution et de l’Empire.

## États de service
Il entre en service le 10 juin 1787, comme apprenti canonnier dans l’artillerie des colonies, il devient canonnier en second le 10 novembre 1787, canonnier en premier le 15 juillet 1788 et artificier le 30 août 1789. Il fait les campagnes de 1787 à 1790, à Saint-Domingue et il reçoit un coup de feu à la jambe droite le 10 mars 1790, à la bataille de Saint-Marc, où il commande deux pièces de montagne. Il est congédié le 15 octobre 1791, pour cause de blessure.
Il reprend du service le 1er mars 1793 et le 7 juin il est élu capitaine dans le 5e bataillon de volontaires du Mont-Blanc. Lieutenant-colonel en second le 9 du même mois, il sert à l’armée des Pyrénées orientales. Le 17 novembre 1794, à la bataille de Saint-Laurent-de-la-Monga, il fait prisonnier le duc de Grillon-Mahon, auquel il sauve la vie, malgré le décret de la Convention nationale, qui défendait sous peine de mort, de faire aucun quartier aux émigrés français. Il est blessé d’un coup de feu à la cuisse gauche le 26 mai 1795, au combat de Bascara et le 14 juin suivant, à l’affaire des Moulins, il reprend aux Espagnols le drapeau enlevé à son bataillon.
Le 27 avril 1796, il est attaché à la 20e demi-brigade de ligne, devenue 11e demi-brigade d’infanterie et il sert avec ce corps en Italie de l’an IV, à l’an VI. Il est blessé au côté droit le 5 août 1796, à la bataille de Castiglione et il est élevé au grade de chef de bataillon le 13 décembre 1797, à la 14e demi-brigade de ligne. En 1798, il est appelé à l’état-major du général Joubert, en qualité d’officier d’ordonnance et le 26 janvier 1799, il est envoyé à Naples, pour prendre le commandement du quartier général de l’armée de Naples. Le 16 mai 1799, il passe auprès du général Garnier, comme aide de camp, et le 2 août 1801, il est affecté à la 19e demi-brigade de ligne.
En l’an XI, il est employé au camp de Boulogne et le 22 décembre 1803, il obtient le grade de major du 28e régiment de ligne. Il est fait chevalier de la Légion d’honneur le 25 mars 1804. Il est nommé colonel le 1er février 1805, au 53e régiment d’infanterie de ligne et en septembre, il rejoint l’armée d’Italie. Le 18 octobre 1805, au passage de l’Adige, il a un cheval tué sous lui, et il devient adjudant-commandant le 30 mars 1809. Il se distingue le 16 avril 1809, à la bataille de Sacile et le 21 avril, il reçoit le commandement de la place de Rocca-d’Anfo et de la lisière du Tyrol septentrional. Il est fait chevalier de l’Empire le 15 août 1809, et le 21 il est envoyé en Moravie, pour exercer les fonctions de chef de l’état-major du prince d’Essling.
Le 1er mars 1810, il est nommé commandant supérieur des îles de Room, de Dordrecht, de Hellevoetsluis et de la Brielle en Hollande. Le 28 octobre 1810, il est chargé à Avignon d’organiser les bataillons de marche destinés à l’armée de Catalogne et le 24 novembre suivant, il prend les fonctions de chef d’état-major de la 2e division du 9e corps de l’armée du Portugal. Le 21 mars 1811, à la suite de la dissolution de l’armée du Portugal, il assume les mêmes fonctions au 7e gouvernement de l’Espagne  (Salamanque) et il est appelé le 14 septembre 1811, au commandement supérieur de la province de Zamora, puis à celle de Burgos le 4 février 1812.
Le 19 juin 1813, il est chef d’état-major et commandant de l’aile gauche de la ligne de défense de la place de Saint-Sébastien et il se distingue les 25 et 27 juillet suivant. Lors de cette dernière, il fait 180 prisonniers et il est atteint de deux balles, puis il se couvre de gloire dans la sortie du 31 août, défendant la brèche attaquée par l’ennemi, il le force après des efforts multipliés à abandonner le terrain qu’il avait conquis. Il est fait prisonnier le 9 septembre 1813, avec le reste de la garnison, après 77 jours de siège. Conduit dans une prison en Angleterre, il apprend sa promotion au grade de général de brigade le 25 novembre 1813.
Remis en liberté le 30 avril 1814, il est nommé commandant du département du Mont-Blanc le 7 août 1814, et le 13 août, il est envoyé en Prusse pour y négocier l’échange des prisonniers de guerre. il est fait chevalier de Saint-Louis le 14 août 1814.
Pendant les Cent-Jours, l’Empereur lui confie l’inspection générale de la cavalerie dans les 14e et 15e division militaire. Le 12 juin 1815, il commande la Garde nationale de Paris.
Lors de la Seconde Restauration, le duc de Feltre, ignore toutes ses demandes pour être admis de nouveau au service. Il est admis à la retraite le 30 octobre 1816 et il est naturalisé français le 30 janvier 1817. Relevé de sa position de retraite et compris comme disponible dans le cadre de l'état-major général le 22 mars 1831, Louis-Philippe, le fait officier de la Légion d’honneur le 1er mai 1831, et commandant le département de la Seine-Inférieure le 29 août 1832. Il est réadmis à la retraite le 1er mai 1833. 
Il meurt le 28 septembre 1834, au château de Maulette, il est inhumé à Houdan, une concession à perpétuité achetée en 1840 par son fils Jacques-Nestor Songeon, qui sera sénateur de la Seine de 1855 à 1889.

## Dotation
- Le 15 août 1809, donataire d’une rente de 2 000 francs sur les domaines d'Erfurt.

## Armoiries
| Armoiries | Nom du chevalier et blasonnement |
| --------- | --- |
|           | Chevalier Jean-Marie Songeon et de l'Empire, décret du 15 août 1809, lettres patentes du 30 octobre 1810. Parti au premier coupé d'argent et de sinople, l'argent à l'épée au pal d'azur la poignée accolée d'une pensée au naturel, le sinople à l'ananas d'or feuillé au naturel ; au deuxième d'azur à trois poissons en fasce l'un sur l'autre d'argent : bordure de gueules du tiers de l'écu au signe des chevaliers légionnaires posé au deuxième point en chef - Livrées : les couleurs de l'écu, le verd en bordure seulement. |